# Limerzel
Limerzel [limɛʁzɛl] est une commune française située dans le département du Morbihan, en région Bretagne.

## Géographie

### Situation

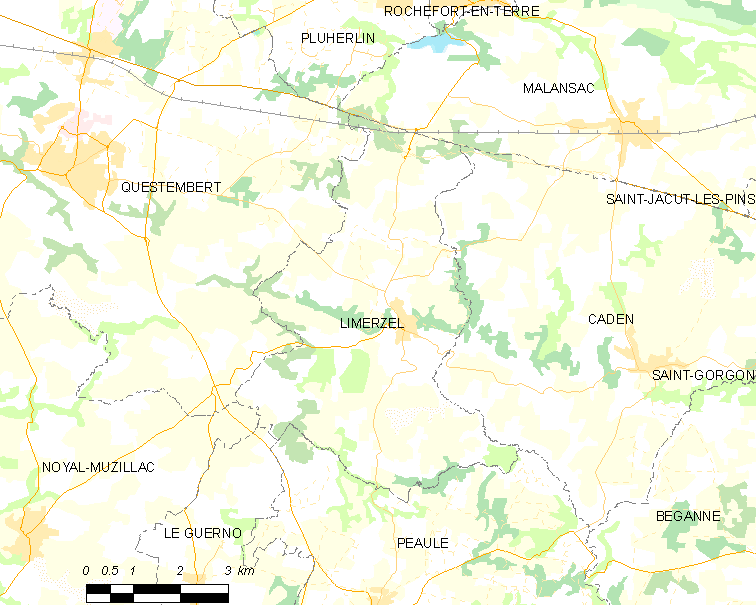
Carte de Limerzel et des communes avoisinantes.

### Relief et hydrographie
| - Carte topographique de la commune de Limerzel. |

Les altitudes au sein de la commune vont de 96 mètres (dans la partie sud-ouest du finage communal, entre le château de Pinieux et le Questro d'une part, mais la même altitude est aussi atteinte à sa limite ouest au niveau de Montaigu) et 3 mètres (dans l'angle sud-est du territoire communal, à l'est du château du Bois de Roz). De manière plus générale, la commune forme un plateau incliné vers le sud-est, mais très bosselé, entaillé par le réseau hydrographique. Le bourg est vers une cinquantaine de mètres d'altitude.

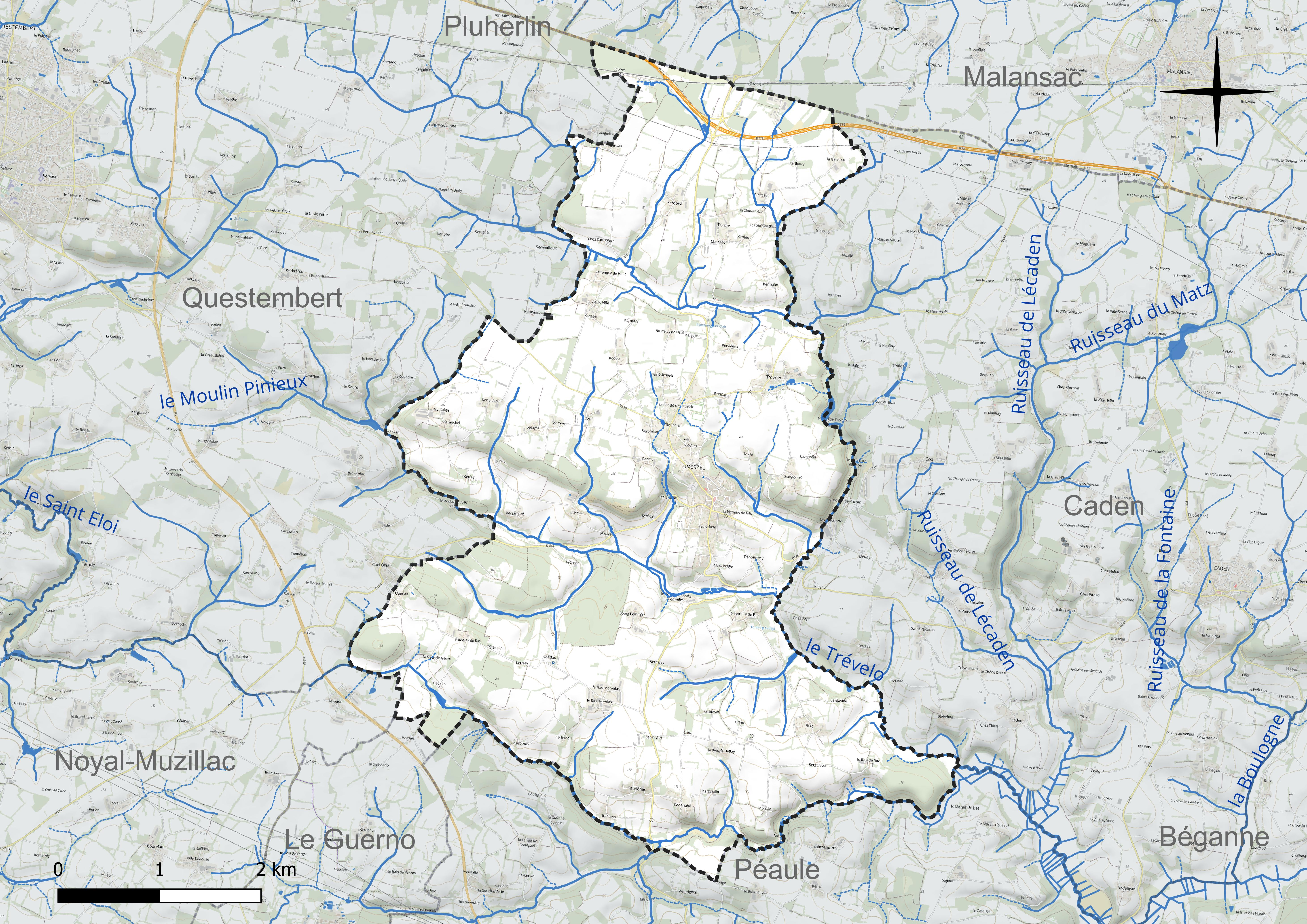
Carte du réseau hydrographique de la commune de Limerzel.

Le réseau hydrographique est constitué du Trévelo et de certains de ses affluents. Le Trévelo, qui forme la limite orientale de la commune, la séparant de Caden, coule nord-sud et a sa source près de l'angle nord-est de la commune, mais en Caden ; il alimente l'étang du moulin de Trévelo ; plus en aval, après avoir quitté la commune, le Trévelo, long en tout de 18 km, conflue avec l'étier de la Bouloterie (dit aussi Rivière de l'Étier), affluent de rive droite de la Vilaine que ce cours d'eau rejoint au niveau du port de Foleux.
Plusieurs affluents de rive droite du Trévelo concernent la commune (ils coulent tous d'ouest vers l'est) : le Ruisseau de Saint-Clair traverse sa partie nord ; le Ruisseau du moulin de Pinieux traverse sa partie centrale, passant au sud du bourg ; le Ruisseau du Couégel forme sa limite sud, séparant Limerzel de Péaule.
Par le passé plusieurs moulins à farine existaient le long du cours du Trévelo, notamment ceux de Trévelo, de Bléhéban et de Marzan, et de ses affluents (moulins de Fovan, de Coët Bihan, de Pinieux et de Bourg Pommier le long du Ruisseau du Moulin de Pimieux ; de Couéguel et de Pesle le long du Ruisseau du Couéguel).

### Géologie
Du schiste maclifère renfermant du quartzite silurien affleure à Limerzel, notamment près du hameau de Brespan.
Un permis de recherche dit « permis de Limerzel » a été octroyé en 1956 au BRGM « pour recherche de mines d'étain, tungstène et substances connexes ».

### Hydrographie
Pour un article plus général, voir Réseau hydrographique du Morbihan.
La commune est située dans le bassin Loire-Bretagne. Elle est drainée par le Trévelo, le Moulin Pinieux et divers autres petits cours d'eau,.
Le Trévelo, d'une longueur de 20 km, prend sa source dans la commune de Questembert et se jette  dans la Vilaine à Nivillac, après avoir traversé six communes. 

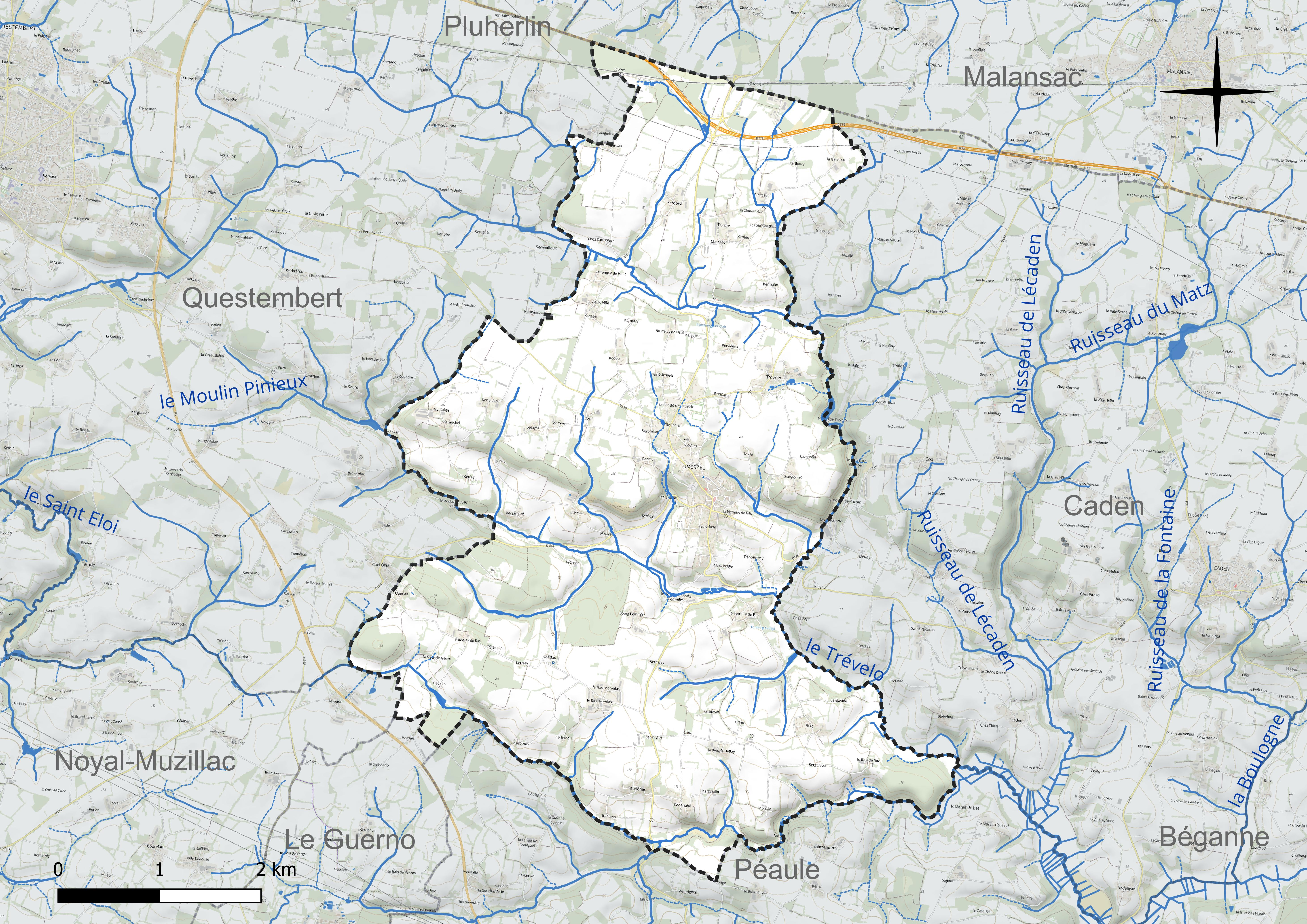
Réseau hydrographique de Limerzel.

### Climat
Pour des articles plus généraux, voir Climat de la Bretagne et Climat du Morbihan.
En 2010, le climat de la commune est de type climat océanique franc, selon une étude du Centre national de la recherche scientifique s'appuyant sur une série de données couvrant la période 1971-2000. En 2020, Météo-France publie une typologie des climats de la France métropolitaine dans laquelle la commune est exposée à un climat océanique et est dans la région climatique Bretagne orientale et méridionale, Pays nantais, Vendée, caractérisée par une faible pluviométrie en été et une bonne insolation. Parallèlement l'observatoire de l'environnement en Bretagne publie en 2020 un zonage climatique de la région Bretagne, s'appuyant sur des données de Météo-France de 2009. La commune est, selon ce zonage, dans la zone « Intérieur Est », avec des hivers frais, des étés chauds et des pluies modérées.
Pour la période 1971-2000, la température annuelle moyenne est de 11,8 °C, avec une amplitude thermique annuelle de 12,7 °C. Le cumul annuel moyen de précipitations est de 877 mm, avec 12,8 jours de précipitations en janvier et 6,5 jours en juillet. Pour la période 1991-2020, la température moyenne annuelle observée sur la station météorologique la plus proche, située sur la commune de Questembert à 8 km à vol d'oiseau, est de 12,0 °C et le cumul annuel moyen de précipitations est de 1 095,5 mm,. Pour l'avenir, les paramètres climatiques de la commune estimés pour 2050 selon différents scénarios d’émission de gaz à effet de serre sont consultables sur un site dédié publié par Météo-France en novembre 2022.

### Paysages et habitat
La commune présente un paysage agraire traditionnel de bocage avec un habitat dispersé formé de hameaux et fermes isolées. Les hameaux principaux sont Trévelo, Kerdoret, Le Temple de Haut, le Temple de Bas, Roz, Boderias et Tréhunio.
Le bourg, traditionnellement de modeste importance, a beaucoup grossi depuis la Seconde Guerre mondiale, une rurbanisation notable se remarque côté nord du bourg traditionnel le long de la D 774 jusqu'à La Lande de la Croix et, à un degré moindre côté sud du bourg le long de cette même route.

### Transports
La D 775 (ancienne Route nationale 775) venant côté Ouest de Questembert et se dirigeant côté Est vers Allaire et Redon traverse la partie nord de la commune, qui est desservie par un échangeur.
Le bourg de Limerzel est traversé du Nord au Sud par la D 774, qui vient côté nord de Rochefort-en-Terre et se dirige côté sud vers Péaule et Marzan et, dans le sens Est-Ouest, par la D 136 qui vient de Caden et la D 153.
La ligne ferroviaire allant de Redon à Vannes, un tronçon de la ligne anciennement dénommée Ligne de Savenay à Landerneau, reliant Rennes ou Nantes via Redon à Quimper, traversé l'angle nord-ouest du territoire communal entre les lieux-dits L'Ardoise et l'Épine, mais Limerzel ne dispose pas de gare, le plus proche étant celle de Questembert.
Le GRP Vannes-Lanvaux passe par Limerzel.

## Urbanisme

### Typologie
Au 1er janvier 2024, Limerzel est catégorisée commune rurale à habitat dispersé, selon la nouvelle grille communale de densité à sept niveaux définie par l'Insee en 2022.
Elle est située hors unité urbaine et hors attraction des villes,.

### Occupation des sols
L'occupation des sols de la commune, telle qu'elle ressort de la base de données européenne d’occupation biophysique des sols Corine Land Cover (CLC), est marquée par l'importance des territoires agricoles (82,1 % en 2018), en augmentation par rapport à 1990 (80,7 %). La répartition détaillée en 2018 est la suivante :
terres arables (41,9 %), zones agricoles hétérogènes (27,7 %), forêts (16,6 %), prairies (12,6 %), zones urbanisées (1,3 %). L'évolution de l’occupation des sols de la commune et de ses infrastructures peut être observée sur les différentes représentations cartographiques du territoire : la carte de Cassini (XVIIIe siècle), la carte d'état-major (1820-1866) et les cartes ou photos aériennes de l'IGN pour la période actuelle (1950 à aujourd'hui).

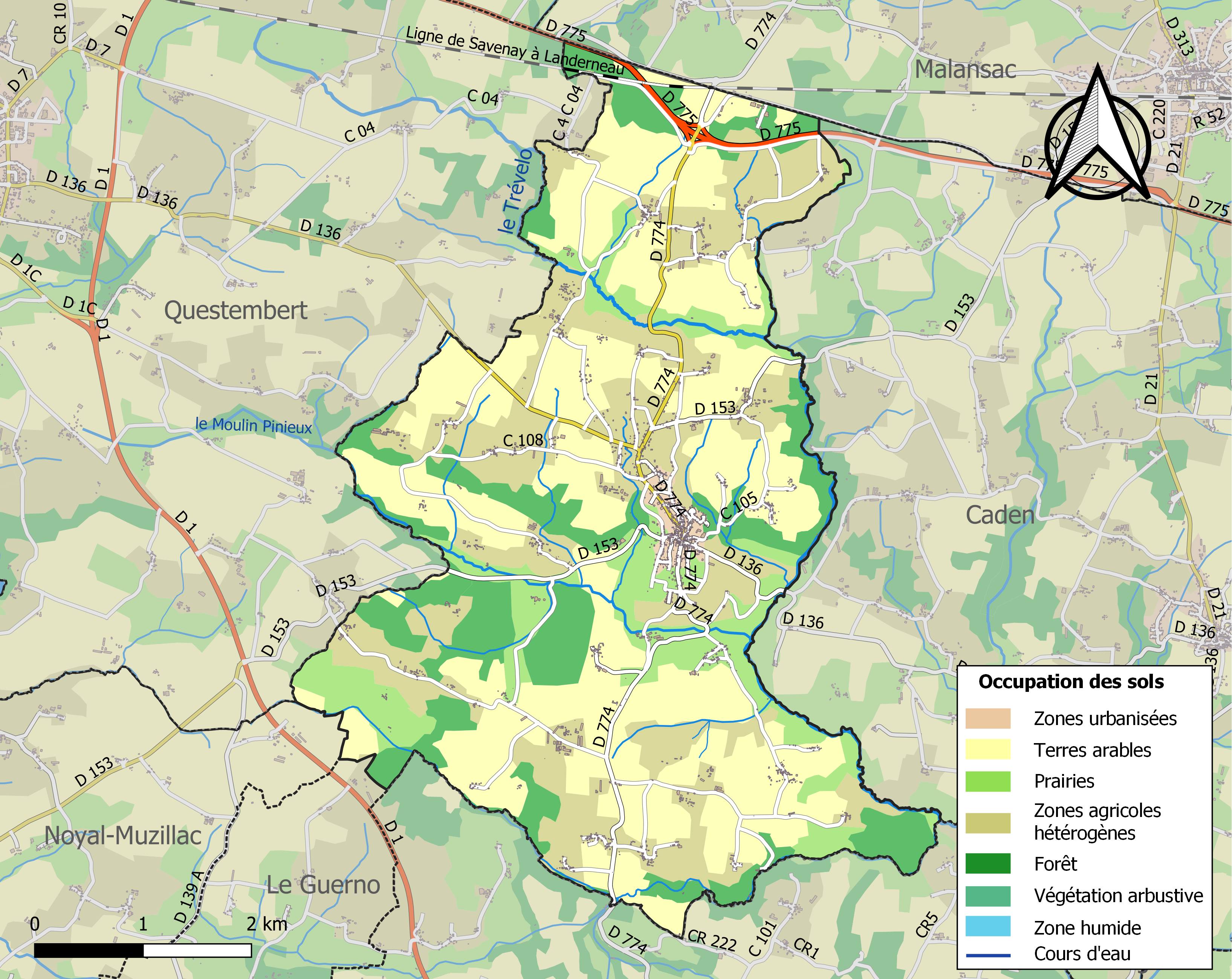
Carte des infrastructures et de l'occupation des sols de la commune en 2018 (CLC).

## Toponymie
Le nom de la localité est mentionné sous les formes Ylismerzer vulgo Limerzel en 1272, Ecclesie Martirum en 1387, Lesmerzer en 1422, Ecclesie Martyrum en 1453, Limerzel en 1454, Ecclesia Martyrum alias Lismerzel en 1516.
La forme Ylismerzer de 1272, qui donnerait en breton moderne Iliz ar Merzher, est intéressante car elle est corroborée par la forme latine Ecclesie Martyrum de 1387, ce toponyme rappelle donc l'existence d'une église dédiée à la mémoire d'un martyr, alias Lismerzel en 1516. Du latin martyrium, « sanctuaire dédié à un martyr » et du nom propre Salaün, nom en breton de Salomon. Ce nom ferait référence à l'assassinat du roi de Bretagne Salomon en 874,.
Le choix par l'église catholique, à une date inconnue, d'attribuer à Limerzel comme saints patrons saint Sixte et saint Laurent, tous deux martyrs exécutés à Rome en 258, est probablement lié à son toponyme.
Limerzel possède un nom en gallo, Limeurzè ou Limerzë[réf. nécessaire]. En breton, le nom de la commune se prononce [limrèr].

## Histoire

### Préhistoire et Antiquité
Deux rangs de tombelles, en tête desquelles se trouvait une beaucoup plus grande, ont été observés par M. de Penhouet à 1 km environ au nord du bourg de Limerzel, près du hameau de Brespan. Une hache en diorite calcarifère trouvée à Limerzel se trouve au Musée d'histoire et d'archéologie de Vannes.
Une voie romaine, qui allait de Darioritum (Vannes) à Rieux et Blain, traverse la commune en suivant approximativement le tracé de la route de Vannes à Redon (D 775). Selon François-Marie Cayot-Délandre, les abords de la chapelle Saint-Laurent sont parsemés de briques romaines et on en trouve même dans la maçonnerie de la façade méridionale de la chapelle, dont le site, situé sur un sol exhaussé, pourrait recouvrir des ruines.
Saint Clair aurait vécu un temps à la fin du IIIe siècle près du village de Kervilliers, où il aurait fait jaillir une fontaine et commence à prêcher l’évangile, accompagnant sa prédication de nombreux miracles dont celui de rendre la vue aux aveugles qui allaient se mouiller les yeux à l’eau de sa fontaine. La paroisse, reconnaissante, fit construire au XIVe siècle une fontaine monumentale à cet endroit.

### Moyen-Âge
Limerzel est issu du démembrement de la paroisse de l'Armorique primitive de Caden.
Le duc Alain Ier de Bretagne aurait établi un camp à Kerdalain, au sud-est de Coët-Bihan en Limerzel pour combattre les Normands, qui revenaient de Nantes qu'ils avaient saccagé, et les auraient battu à Kintembert (Questembert) en 890. Selon René Kerviler, il est probable que la chapelle de Coët-Bihan (dite aussi de Saint-Sauveur) ait été à l'origine construite par le duc Alain à la suite de sa victoire.
Le "chemin rouge" est une rue du bourg de Limerzel qui va du presbytère à l'école Saint-Sixte ; la "légende de l'homme rouge" est aussi racontée traditionnellement dans la paroisse ; ces faits rappellent probablement la persécution des Templiers par Philippe le Bel. Deux chapelles appartenant aux Templiers, nommée l'une se nommait "le Temple de Haut" et était alors dédiée à saint Jean-Baptiste, l'autre "le Temple de Bas", dédiée à sainte Marie-Madeleine (cette dernière a disparu, démolie au début du XIXe siècle) existaient à Limerzel sous l'Ancien Régime.
Des datations au radiocarbone de charbons de bois associés à des scories d'étain trouvées aux environs de Limerzel dans le massif stannifère de Questembert ont prouvé une exploitation de ce minerai au Moyen-Âge.
La seigneurie du Bois de Roz, avec haute, moyenne et basse justice, est donnée aux moines cisterciens de l'abbaye Notre-Dame de Prières par le duc de Bretagne Jean IV vers 1423.

### Temps modernes
Jeanne Goupil, dite "La Grignonne" (car elle a épousé Joseph Grignon, médecin) devint célèbre par ses connaissances médicales acquises au contact de son mari et sa ferveur religieuse ; elle mourut le 30 septembre 1770 et sa pierre tombale est encore visible dans l'église. Selon Joseph-Marie Le Mené, dans son livre publié en 1891, son tombeau était couvert d'ex-votos et les pèlerins venaient y prier de dix lieues à la ronde.
La paroisse de Limerzel était divisée en cinq frairies (bourg, Montagne, Bodriabé, Temple-de-Bas, Trévelo et Crévéac) et possédait cinq chapellenies (Pinieuc (dans l'église paroissiale), Pinieuc (dans la chapelle du château), Kerface et deux autres dans la chapelle du Rosaire au sein de l'église paroissiale.

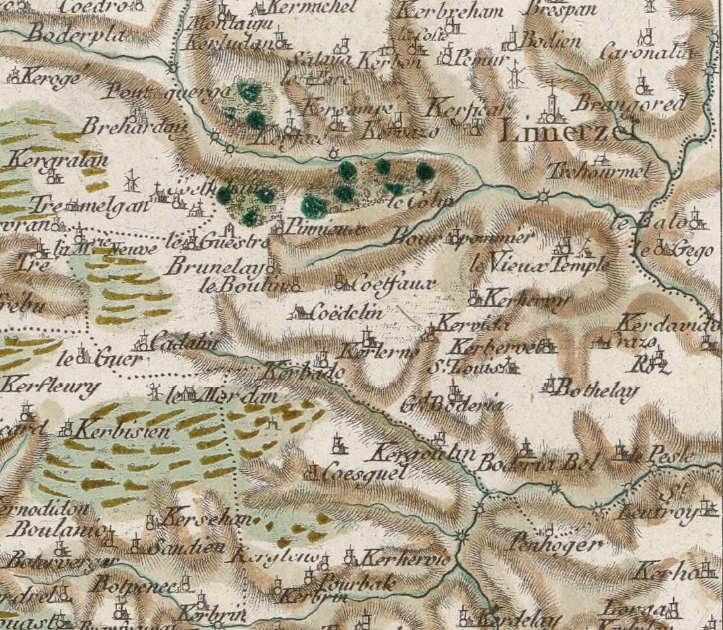
Carte de Cassini de la paroisse de Limerzel (1787).

Jean-Baptiste Ogée décrit ainsi Limerzel en 1778 :

« Limerzel ; dans un fond, auprès d'un ruisseau ; à six lieues un tiers à l'Est de Vannes, son évêché et son ressort ; à seize lieues de Rennes ; et à quatre lieues un tiers de Redon, sa subdélégation. On y compte 1000 communiants. M. de Pigneux en est le seigneur et la cure est à l'alternative. Son territoire est coupé de vallons et de ruisseaux, sur les bords desquels sont d'excellentes prairies. C'est un pays couvert [de bocage] qui produit du cidre, et qui renferme des terres fertiles, et des landes qui n'attendent que les soins du laboureur pour produire des moissons abondantes. Les maisons nobles de Limerzel sont : Pigneux, haute justice, à M. de Pigneux ; le Bois de Ro [Bois de Roz], haute justice, aux religieux de l'abbaye Notre-Dame de Prières. Il y a auprès de cette maison un très beau bois, qui peut contenir environ deux cents cinquante arpents en taillis ; le Carhuel, haute justice, et Kerface [Kerfaz], moyenne justice, à N.... ; Saudequin, Blanferel, et Coiquelle, à N.... »

### Révolution française
Un billet saisi par les républicains montre qu'en mars 1793 Limerzel avait fourni 53 hommes aux insurgés royalistes, notamment pour attaquer Rochefort-en-Terre.
Thomas Éon, recteur de Limerzel lors du déclenchement de la Révolution française, refusa de prêter le serment de fidélité à la Constitution civile du clergé, s'exila en Espagne où il mourut en 1796.
Julien-François Minier, vicaire de Limerzel, lui aussi prêtre réfractaire, fut exécuté à Lorient le 11 janvier 1794, ainsi que Jean Desgrés, greffier à Limerzel, chez qui Julien-François Minier était réfugié lorsqu'il fut arrêté.
Les moines de l'abbaye de Prières furent expulsés du château du Bois de Roz en 1791 et celui-ci fut vendu comme bien national à la famille du Plessis de Grénédan.

### XIXesiècle
L'école de Limerzel fut la première à être fondée, en 1818 croit-on, par les Frères de l'Instruction chrétienne de Ploërmel.
A. Marteville et P. Varin, continuateurs de Jean-Baptiste Ogée, décrivent ainsi Limerzel en 1843 :

« Limerzel : commune formée de l'ancienne paroisse de ce nom ; aujourd'hui succursale. (...) Géologie : granite et schiste micacé. On parle le breton. »

En mars 1874 des habitants de Limerzel, Saint-Martin, Saint-Nicolas-du-Tertre et de Tréal, demandent le rétablissement, dans le plus bref délai, de la royauté en la personne d'Henri V, héritier légitime de la couronne de France.
En 1882 la commune de Limerzel demande un secours financier au département du Morbihan afin de construire une « école publique de garçons avec mairie » et une autre demande d'aide financière en 1893 pour l'achèvement des travaux de reconstruction de l'église paroissiale dont la reconstruction avait été autorisée en 1889 car l'église d'alors « était devenue insuffisante pour la population, et (...) était en trop mauvais état pour supporter les réparations, même les plus urgentes ».
Une épidémie de variole frappe Limerzel en 1865 (10 cas, 1 décès) et surtout 1866 (50 cas, 17 décès) et une de dysenterie sévit dans la commune en 1890. Cette épidémie de dysenterie frappe Caden, Limerzel et Malansac en août 1894 à l'époque de es moissons :« le battage des blés réunit à cette époque tous les paysans (...). La contagion est favorisée par la misère de ces familles, dont plusieurs membres sont obligés, faute de lits, faute de paille, de coucher avec les malades ».
Le 18 novembre 1896 se déroula la cérémonie de clôture du jubilé organisé dans la paroisse. En cette occasion « le maire et son adjoint, suivis des membres du Conseil municipal, s'avançant jusqu'au pied de l'autel, s'agenouillent devant le Saint-Sacrement exposé » et le maire lit : « Aujourd'hui et pour toujours, la commune de Limerzel se consacre au Sacré-Cœur de Jésus ».

### XXesiècle

#### Belle Époque
Selon Yves Lambert, au début du XXe siècle l'habitat rural type était constitué d'une pièce unique avec une vaste cheminée et un sol en terre battue. L'alimentation était constituée de soupe, lard, galettes de sarrasin, pommes de terre, petit lait et cidre. La pratique religieuse dominicale concernait 99% des habitants. Quelques éléments de modernité commençaient toutefois à apparaître comme des batteuses à vapeur, des charrues brabant, des écrémeuses, des bicyclettes ; le premier camion dans la commune date de 1905 et la première automobile de 1913.
En septembre 1900 l'école des filles de Limerzel est laïcisée.
Une météorite d'un poids de 2,920 kg, tomba le 30 juin 1903 dans la ferme de Kermichel en Limerzel ; elle fut retrouvée en avril 1913 par un agriculteur dont la charrue la heurta ; elle a rejoint le Museum d'histoire naturelle de Paris.
Le 11 mars 1906, lors de la tentative d'inventaire des biens d'église, la population locale est surexcitée : « L'église est devenue une citadelle : à l'extérieur deux barricades faites avec des poutres énormes ; à l'intérieur 2 500 fagots reliés par du fil de fer et des pieux, servent de contreforts aux portes et les rendent imprenables. D'autre part une légion de vaillants s'est enfermée dans l'édifice et empêchera de pénétrer par les fenêtres. Quant à la tour [clocher], elle ressemble à un gigantesque mausolée ; à son sommet flotte, le long de la balustrade ajourée, un immense drap mortuaire ; plus bas, au-dessus du portail, autre tenture de deuil encadrant cette inscription suggestive :
 Les Juifs ont crucifié N. S. Jésus-Christ au nom de la loi

 Les francs-maçons veulent le voler au nom de la loi

 Bientôt on nous couperait la tête au nom de la loi

 Mais nous ne le voulons pas !

Il est 9 h. 55. Toute la population est massée sur l'esplanade de l'église lorsqu'apparaît le receveur des domaines. Aux cantiques et aux glas funèbres succèdent les hou hou et les menaces, les bâtons s'agitent, l'irritation grandit à chaque seconde (...) ». L'arrivée de 12 gendarmes ne parvint pas à calmer la foule et ceux-ci se retirèrent.
En avril 1907 le moulin à vent de Kerdavid, qui appartenait au vicomte de Pinieux, est détruit par un incendie.
Un décret du Président de la République en date du 29 mai 1910 attribue, à défaut de bureau de bienfaisance, à la commune de Limerzel les biens ayant appartenu à la fabrique de l'église et jusque-là placés sous séquestre. Un bureau de bienfaisance est créé en mai 1912 pour prendre la gestion de ces biens.

#### Première Guerre mondiale

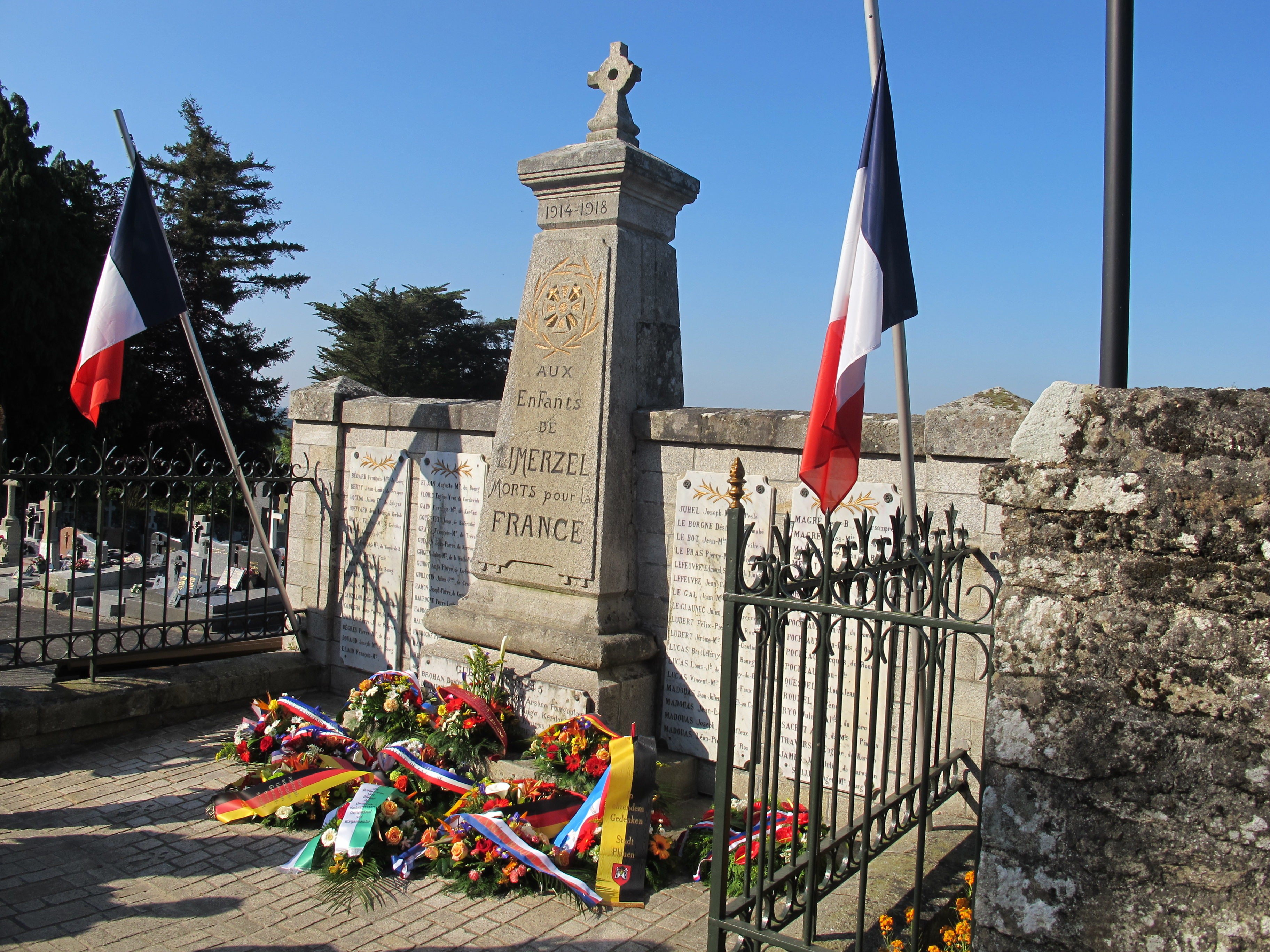
Le monument aux morts de Limerzel.

Le monument aux morts de Limerzel porte les noms de 69 soldats morts pour la France pendant la Première Guerre mondiale ; parmi eux deux (Jean Couëdro et Désiré Le Borgne) au moins sont morts en Belgique dès 1914 ; Isidore Hazo est mort en Turquie lors de la bataille de Sedd-Ul-Bahr ; la plupart des autres sont morts sur le sol français.
Un vitrail de l'église paroissiale illustre la mémoire de deux soldats morts pendant cette guerre : Pierre Brohan et Pierre Pajeolec.

#### Entre-deux-guerres
Le maximum démographique de la commune est atteint en 1926 avec 1 713 habitants.
Selon la revue catholique École et famille en 1927 l'école publique de Limerzel avait un élève alors que les écoles chrétiennes avaient comme élèves 112 garçons et 100 filles.
Une mission est organisée en 1922 dans la paroisse (une autre le fut en 1946). Dans l'Entre-deux-guerres les bals étaient toujours interdits par le clergé (le premier bal public dans la commune fut organisé en 1949) et la pratique religieuse dominicale était toujours de 99 % ; toutefois on note une désaffection progressive des hommes pour l'assistance aux vêpres. Les premiers tracteurs et les premières moissonneuses-lieuses font leur apparition. Le bourg est électrifié en 1931 et la commune compte 13 automobiles en 1935.

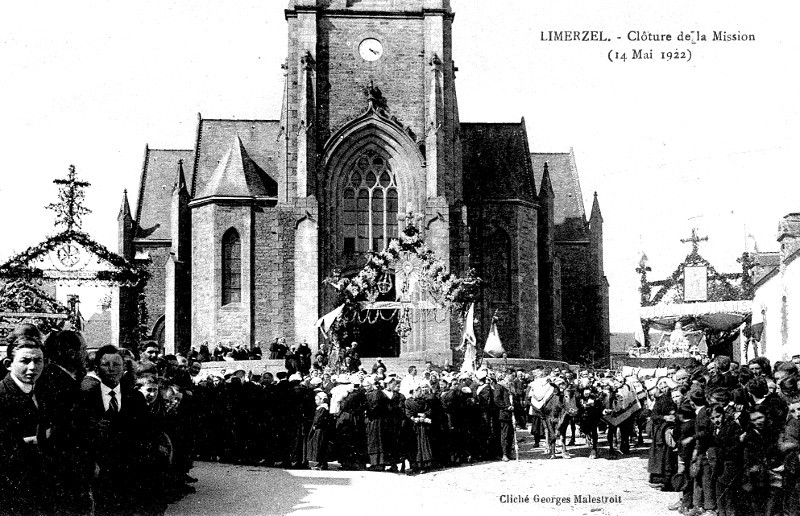
Limerzel : cérémonie de clôture de la mission le 14 mai 1922 (carte postale).
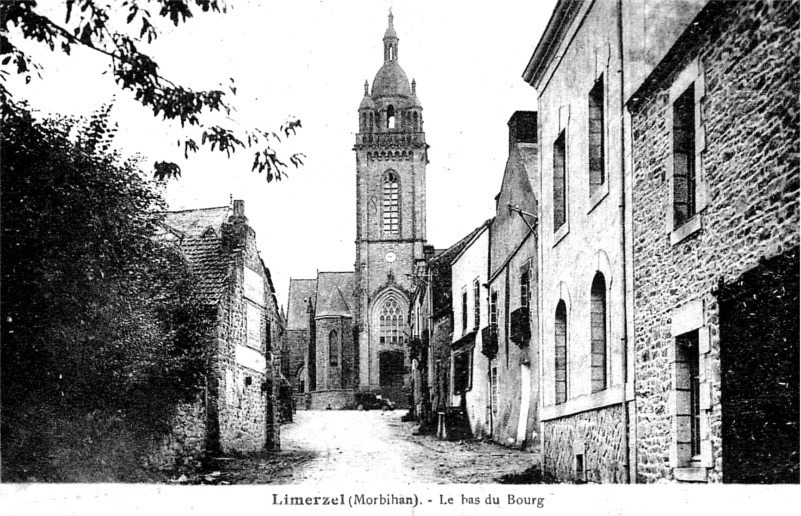
Limerzel : le bas du bourg vers 1925 (carte postale).
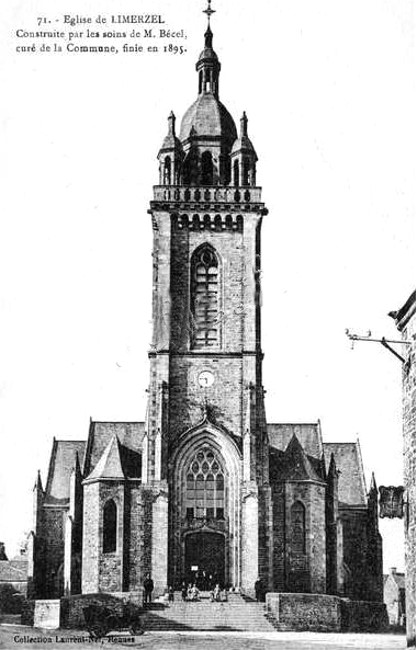
Limerzel : l'église paroissiale vers 1925 (carte postale).
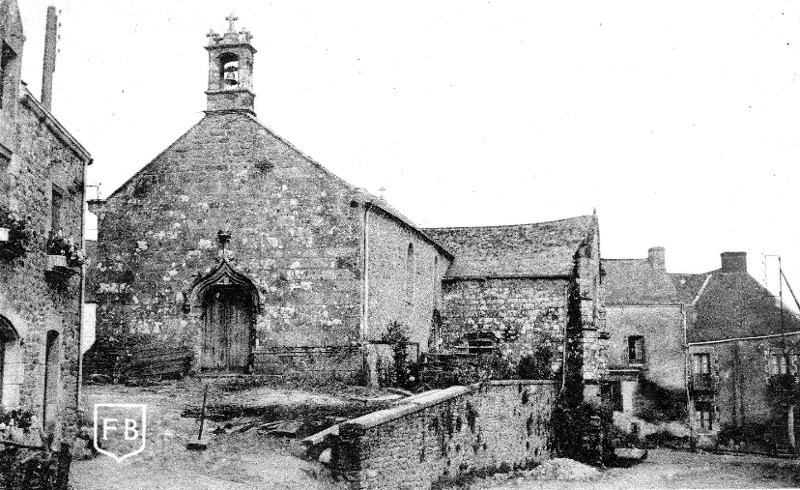
Limerzel : la chapelle du Temple de Haut (chapelle Saint-Julien) vers 1925 (carte postale).
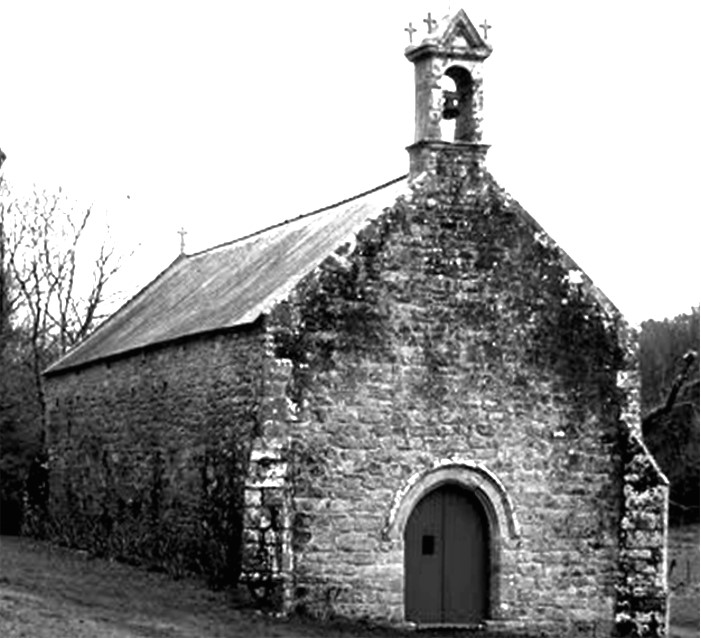
Limerzel : la chapelle Saint-Clair vers 1925 (carte postale).

L'entreprise de scierie mécanique "Jehanno Frères", qui produisait notamment du parquet et des caisses, fut victime d'un violent incendie le 2 juin 1933.

#### Seconde Guerre mondiale
Des réfugiés venus du Nord et de Saint-Nazaire vivent à Limerzel pendant la guerre.
Le monument aux morts de Limerzel porte les noms de 8 personnes mortes pour la France pendant la Seconde Guerre mondiale ; parmi elles Raymond Elain est mort au printemps 1940 en Belgique lors de la Bataille de France ; Joseph Santerre, fait prisonnier lors de la Bataille de France au printemps 1940, emprisonné un temps au frontstalag 211, puis travailleur forcé au stalag IV-C et emprisonné pour négligence au travail, est mort le 10 février 1945 à Brüx (Most), alors dans les Sudètes annexées par l'Allemagne et de nos jours en Tchéquie, dans des circonstances non précisées (une plaque commémorative a été apposée sur sa maison natale à Trevelo) ; Baptiste Brohan, sapeur au 13e régiment du génie (qui faisait partie de la 2e DB), est mort des suites de ses blessures le 27 septembre 1944 en Lorraine.
Jean Tonnerre, instituteur à Kerentrech, capitaine FFI, fut tué le 22 octobre 1944 à Limerzel.

#### Après Seconde Guerre mondiale
Les hameaux de la commune sont progressivement électrifiés entre 1946 et 1956 et les chemins ruraux goudronnés à partir de 1954 ; la première moissonneuse-batteuse arrive en 1955. Le bourg dispose de l'eau courante en 1957. La pratique religieuse dominicale n'est plus que de 92 % en 1958, 78 % en 1966 et 57 % en 1957; le pourcentage des enfants scolarisés à l'école publique n'est encore que de 3 % pendant l'année scolaire 1959-1960, mais monte à 24 % en 1979-1980. La disparition de l'association locale des "Enfants de Marie" en 1953 illustre aussi le déclin de l'influence religieuse qui s'accentue par la suite.
Le nombre des actifs agricoles masculins dans la commune passe de 375 en 1931 à 243 en 1962 et à 122 en 1975.
Vers 1980 la pratique religieuse dans cette commune de tradition très catholique n'est plus le fait que de trois jeunes filles sur cinq et de deux jeunes hommes sur cinq ; l'influence de la JAC et de la JACF (Jeunesse agricole catholique féminine), très forte jusqu'alors dans l'après-guerre, s'essouffle. « Si les jeunes Limerzelais ont plus ou moins conquis le droit de s'habiller, de s'amuser, de travailler, de partir, comme ils l'entendent (...), ils ont aussi pris leurs distances avec l'Église » écrit Yves Lambert.

### LeXXIesiècle
La centrale solaire de l’Épine est inaugurée le 18 octobre 2022 ; ses 5 000 panneaux photovoltaïques produisent 3 100 MWh ; elle est installée sur une ancienne décharge à cheval sur les communes de Limerzel et Questembert.

## Politique et administration
| Période                                  | Période    | Identité              | Étiquette | Qualité                                                  |
| ---------------------------------------- | ---------- | --------------------- | --------- | -------------------------------------------------------- |
| 1793                                     | 1795       | Joseph Dupuis         |           | Officier public.                                         |
| 1795                                     | 1797       | Yves Louer            |           | Officier public                                          |
| 1797                                     | 1798       | Joseph Danilo         |           | Agent municipal.                                         |
| 1798                                     | 1799       | François Le Borgne    |           | Agent municipal.                                         |
| 1799                                     | 1815       | Guillaume Le Glaunec  |           | Aubergiste et cabaretier.                                |
| 1815                                     | 1831       | Jean Pierre Grayo     |           | Marchand épicier.                                        |
| 1831                                     | 1855       | Pierre Le Borgne      |           | Laboureur.                                               |
| 1855                                     | 1875       | Pierre Marie Mainguet |           | Laboureur.                                               |
| 1876                                     | 1885       | François Marie Grayo  |           | Épicier.                                                 |
| 1885                                     | 1893       | Mathurin Bédard       |           | Instituteur.                                             |
| 1893                                     | 1899       | Jean Marie Danilo     |           | Cultivateur.                                             |
| 1899                                     | 1900       | Joseph Grayo          |           | Frère de François Marie Grayo, maire entre 1876 et 1885. |
| 1900                                     | après 1906 | Jean Marie Danilo     |           | Déjà maire entre 1893 et 1899.                           |
|                                          |            |                       |           |                                                          |
|                                          |            |                       |           |                                                          |
|                                          |            |                       |           |                                                          |
|                                          |            | Jean Jehanno          |           | Négociant en bois.                                       |
|                                          | 1947       | Ridel                 | URD       | Instituteur et cultivateur.                              |
| 1947                                     | 1965       | Julien Juhel          | RPF       | Cultivateur.                                             |
|                                          |            |                       |           |                                                          |
| 1971                                     | 2001       | Eugène James          |           |                                                          |
| mars 2001                                | mars 2008  | Roger Juhel.          |           |                                                          |
| mars 2008 Réélu en 2014                  | mai 2020   | Gilbert Perrion       |           |                                                          |
| mai 2020                                 | En cours   | Serge Lubert          |           |                                                          |
| Les données manquantes sont à compléter. |            |                       |           |                                                          |

## Démographie
L'évolution du nombre d'habitants est connue à travers les recensements de la population effectués dans la commune depuis 1793. Pour les communes de moins de 10 000 habitants, une enquête de recensement portant sur toute la population est réalisée tous les cinq ans, les populations de référence des années intermédiaires étant quant à elles estimées par interpolation ou extrapolation. Pour la commune, le premier recensement exhaustif entrant dans le cadre du nouveau dispositif a été réalisé en 2004.

En 2022, la commune comptait 1 306 habitants, en évolution de −3,12 % par rapport à 2016 (Morbihan : +3,82 %, France hors Mayotte : +2,11 %).
| 1793  | 1800  | 1806  | 1821  | 1831  | 1836  | 1841  | 1846  | 1851  |
| ----- | ----- | ----- | ----- | ----- | ----- | ----- | ----- | ----- |
| 1 700 | 1 127 | 1 213 | 1 314 | 1 396 | 1 407 | 1 411 | 1 440 | 1 445 |

| 1856  | 1861  | 1866  | 1872  | 1876  | 1881  | 1886  | 1891  | 1896  |
| ----- | ----- | ----- | ----- | ----- | ----- | ----- | ----- | ----- |
| 1 450 | 1 412 | 1 505 | 1 527 | 1 550 | 1 650 | 1 674 | 1 587 | 1 627 |

| 1901  | 1906  | 1911  | 1921  | 1926  | 1931  | 1936  | 1946  | 1954  |
| ----- | ----- | ----- | ----- | ----- | ----- | ----- | ----- | ----- |
| 1 612 | 1 689 | 1 691 | 1 664 | 1 713 | 1 686 | 1 636 | 1 594 | 1 525 |

| 1962  | 1968  | 1975  | 1982  | 1990  | 1999  | 2004  | 2006  | 2009  |
| ----- | ----- | ----- | ----- | ----- | ----- | ----- | ----- | ----- |
| 1 425 | 1 339 | 1 265 | 1 229 | 1 178 | 1 134 | 1 175 | 1 208 | 1 297 |

| 2014  | 2019  | 2022  | - | - | - | - | - | - |
| ----- | ----- | ----- | - | - | - | - | - | - |
| 1 337 | 1 312 | 1 306 | - | - | - | - | - | - |

## Culture et patrimoine

### Lieux et monuments
- L'église paroissiale Saint-Sixte est un édifice bâti vers 1885 dans le style flamboyant (style néogothique) imitant celui du XVe siècle selon les plans de l'architecte nantais Le Diberder[70];

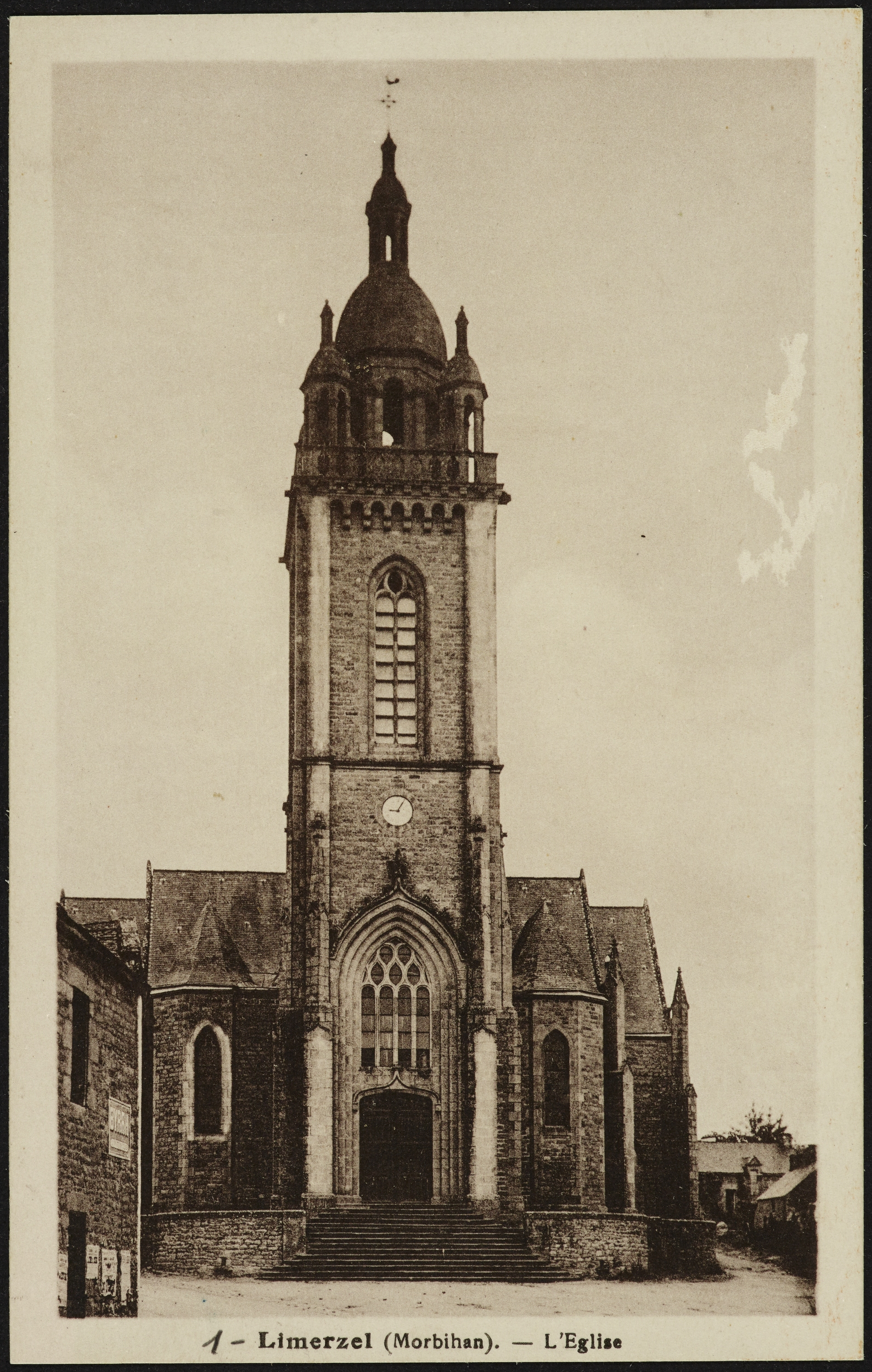
L'église paroissiale Saint-Sixte au début du XXe siècle (carte postale).

- la chapelle Saint-Julien, dénommée antérieurement chapelle du Temple de Haut et alors dédiée à saint Jean-Baptiste ; elle aurait été rebâtie par les Hospitaliers de Saint-Jean de Jérusalem à la fin du XIVe siècle (la Croix de Malte y est peinte à plusieurs endroits) et alors dédiée à saint Julien ; elle possède un retable en pierre polychrome du XVe siècle, divisé en quatre compartiments surmontés d'arcades trilobées, chacun représentant une scène de la vie de Jésus-Christ[25] ; le calvaire du Temple du Haut, qui date de la fin du XIVe siècle ou du début du XVe siècle, est situé à proximité ;

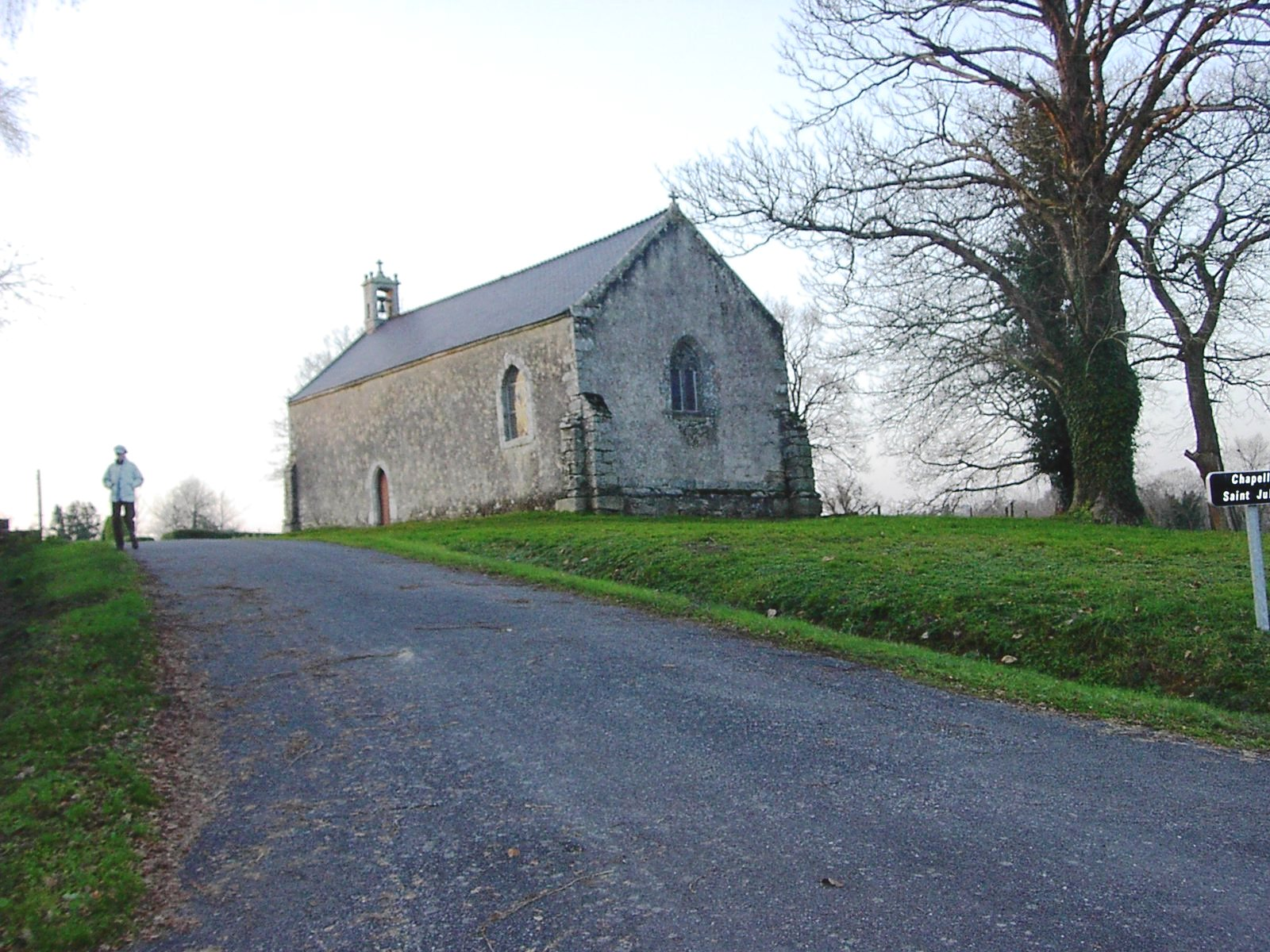
Chapelle Saint-Julien : vue générale du site.
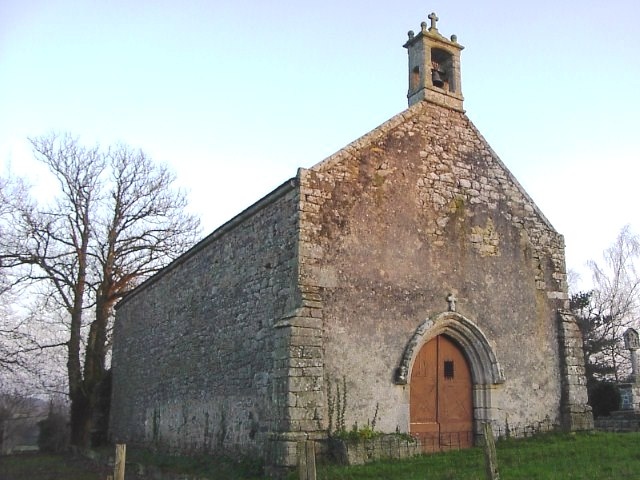
Chapelle Saint-Julien : vue extérieure.
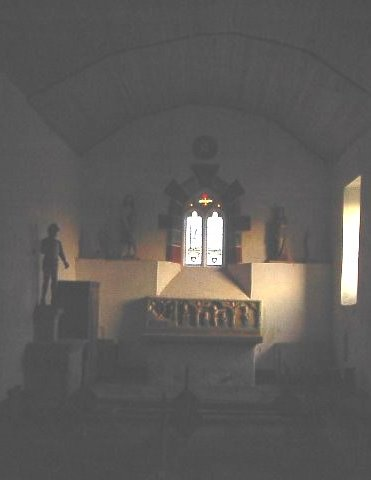
Chapelle Saint-Julien : vue intérieure d'ensemble.

- la chapelle Saint-Clair, dédiée à saint Clair[71];
- la fontaine de dévotion dédiée à saint Clair, de style flamboyant, restaurée en 1888 ;

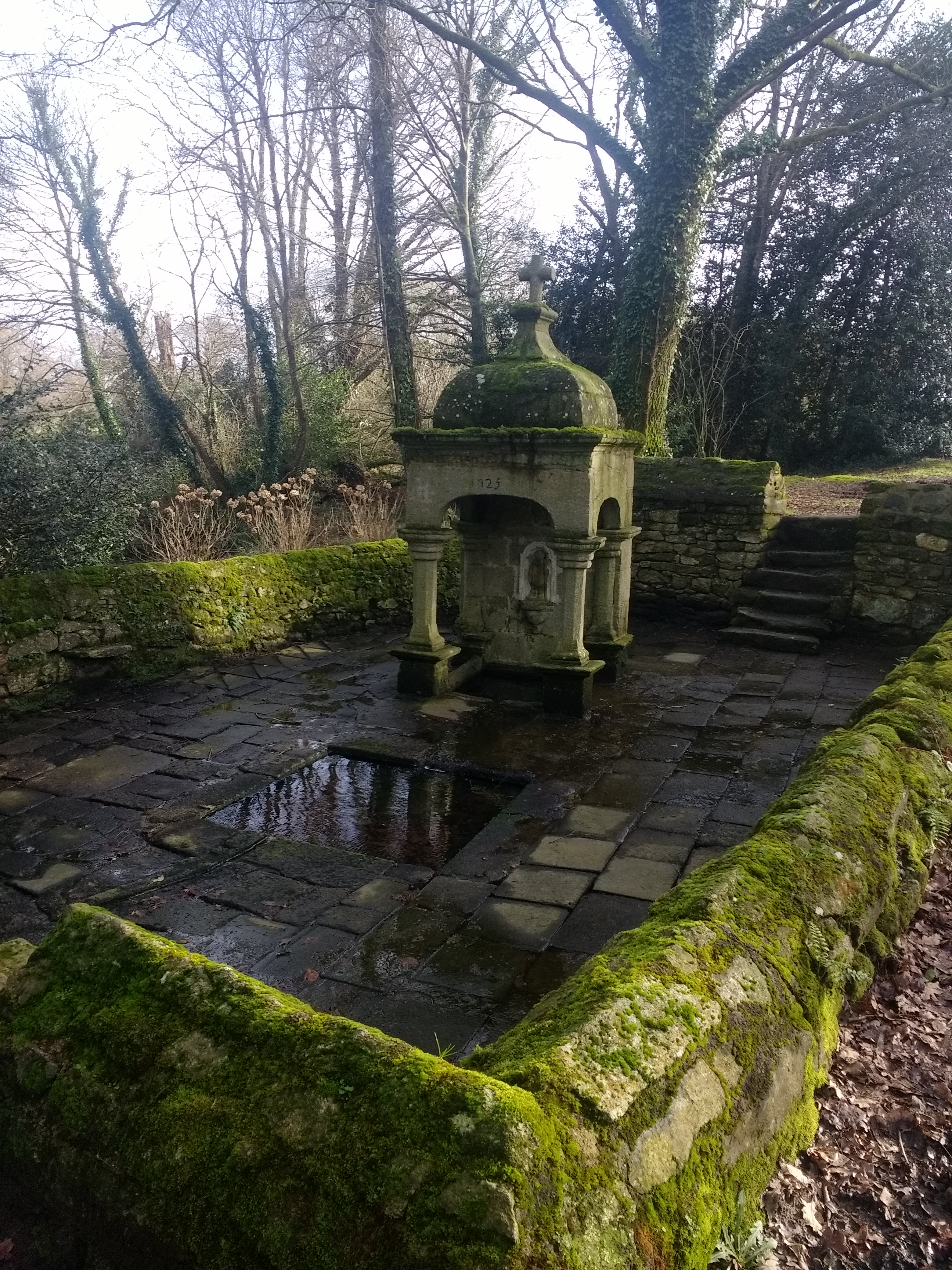
Fontaine Saint-Clair : vue générale.
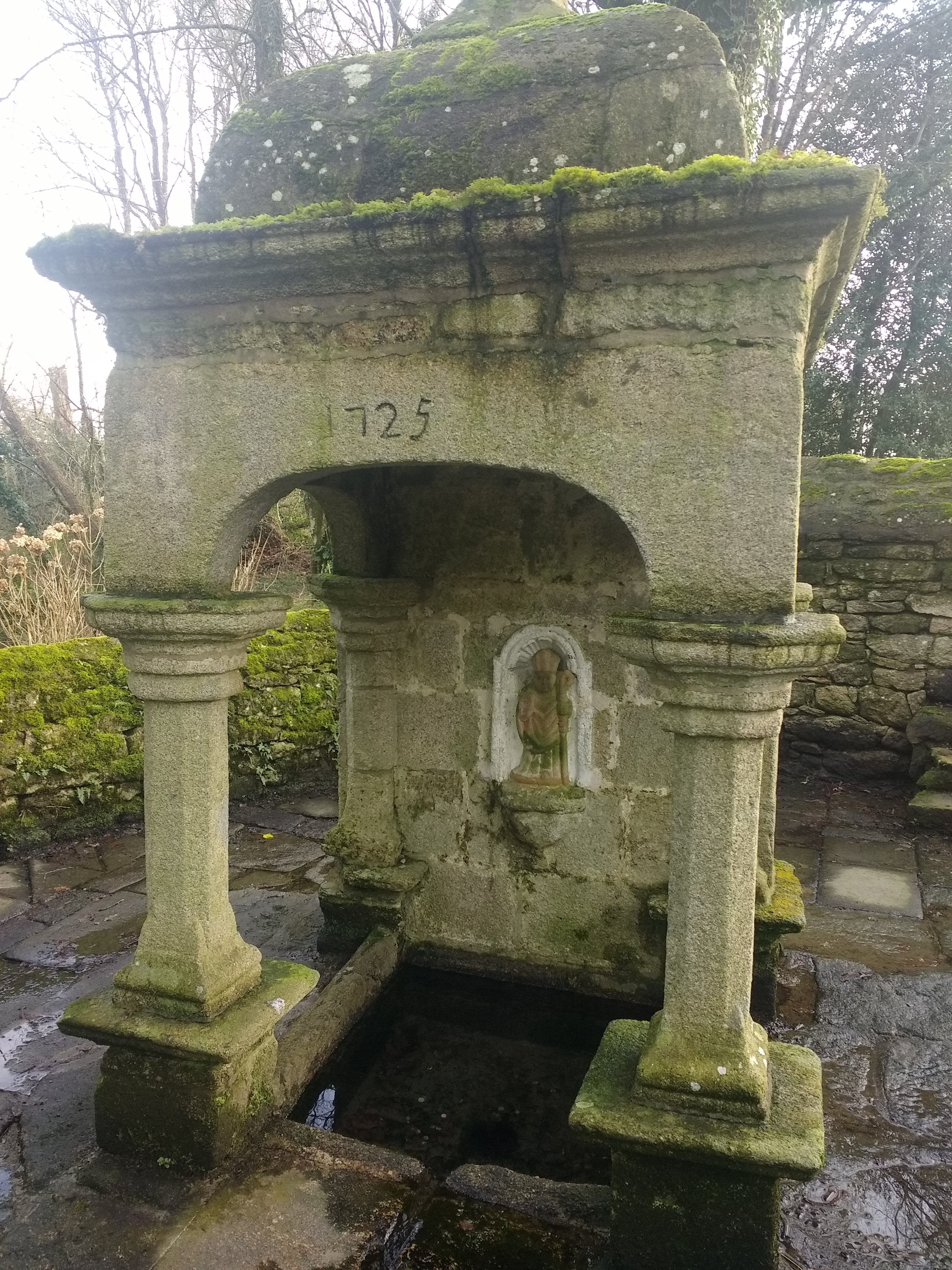
Fontaine Saint-Clair : vue de près.

- la chapelle Saint-Laurent, située dans le bourg ; en forme de croix latine, elle a été reconstruite à la fin du XVe siècle[72] ;

- la chapelle Saint-Louis : la chapelle actuelle date du début du XIXe siècle ; une chapelle antérieure était celle de la frairie de Bodriabé[73] ;
- le calvaire du cimetière ;
- la croix de Saint-Clair : une croix de chemin ;

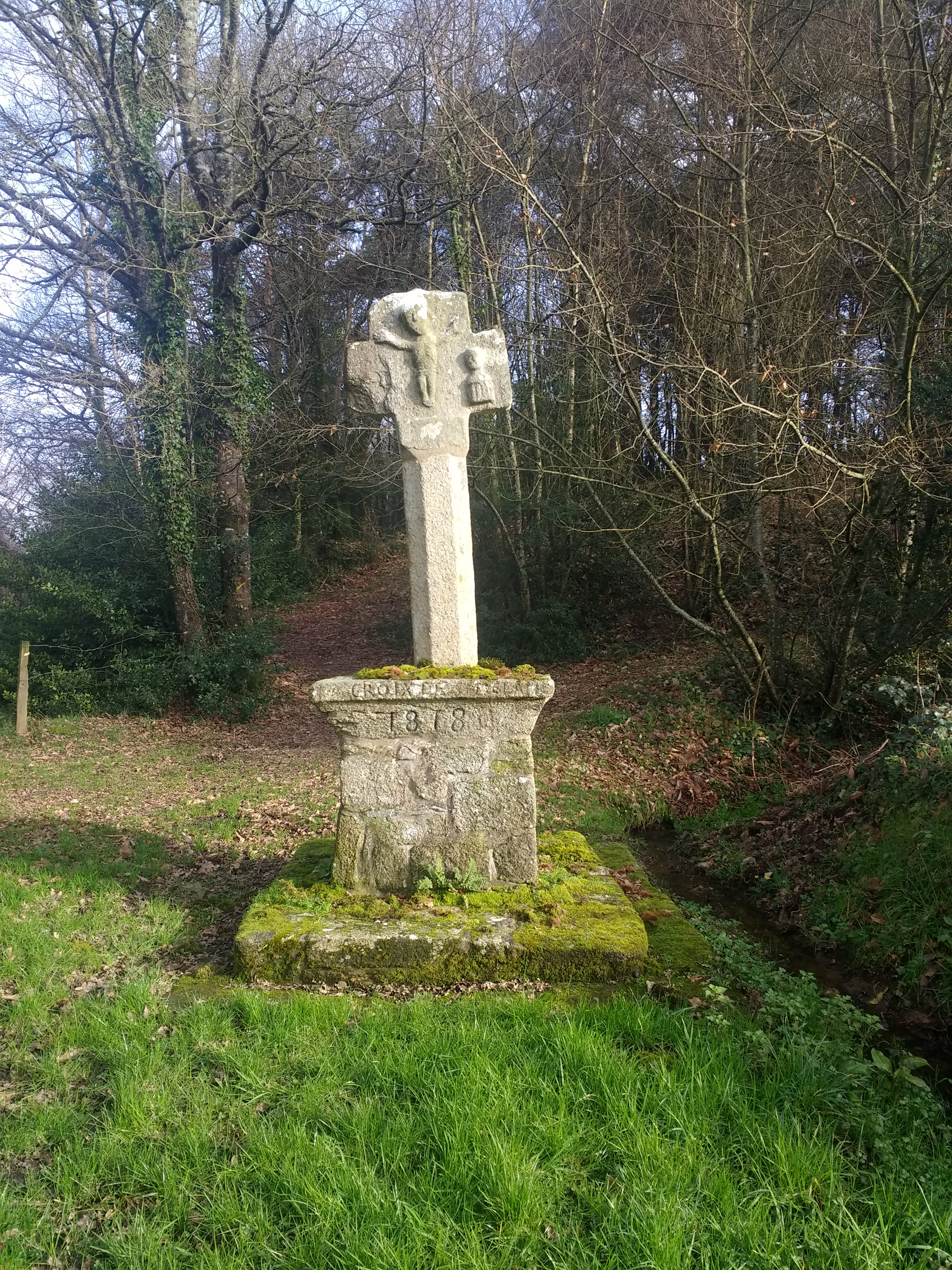
Croix de Saint-Clair : vue d'ensemble.
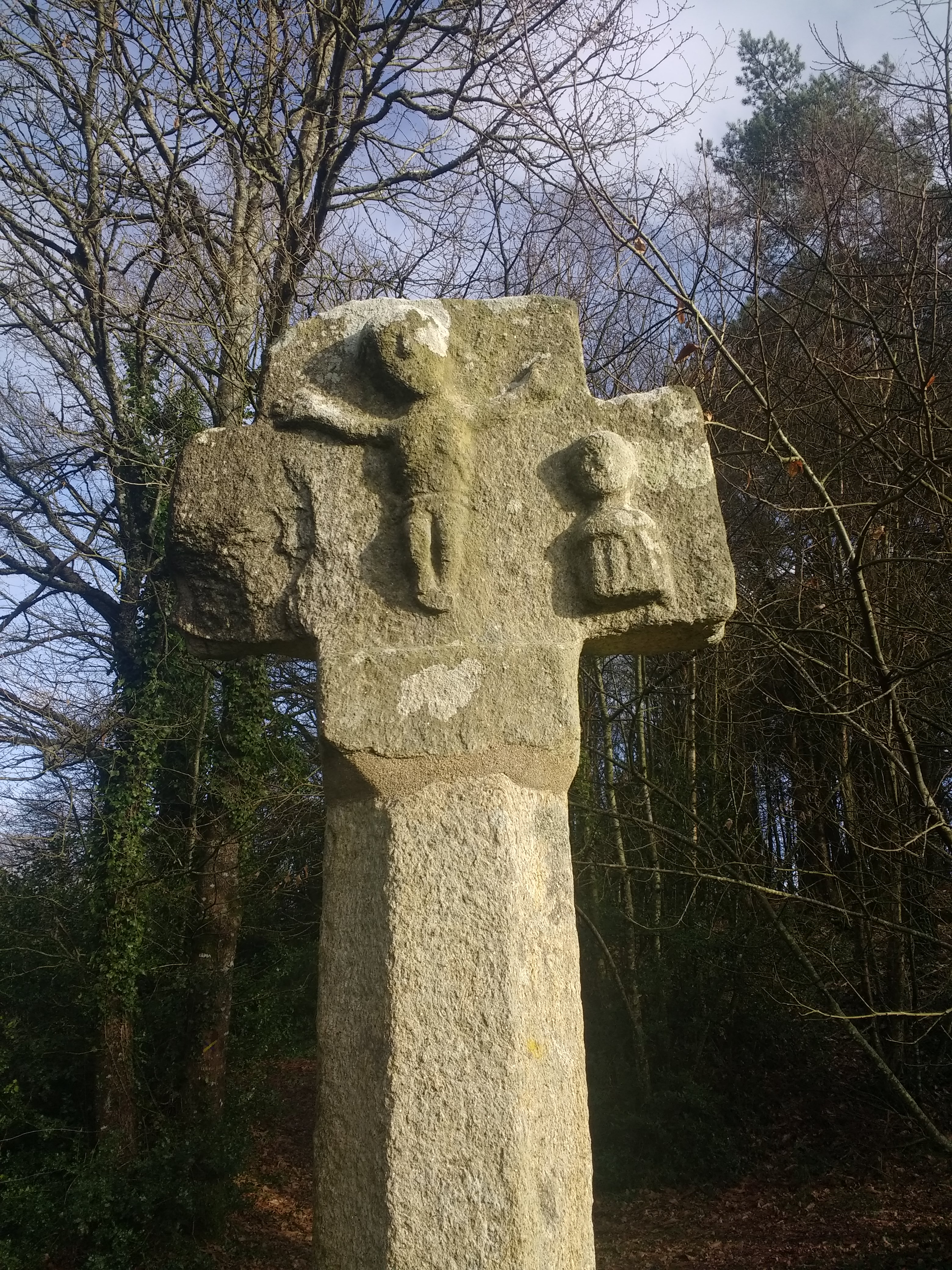
Croix de Saint-Clair : partie sommitale.
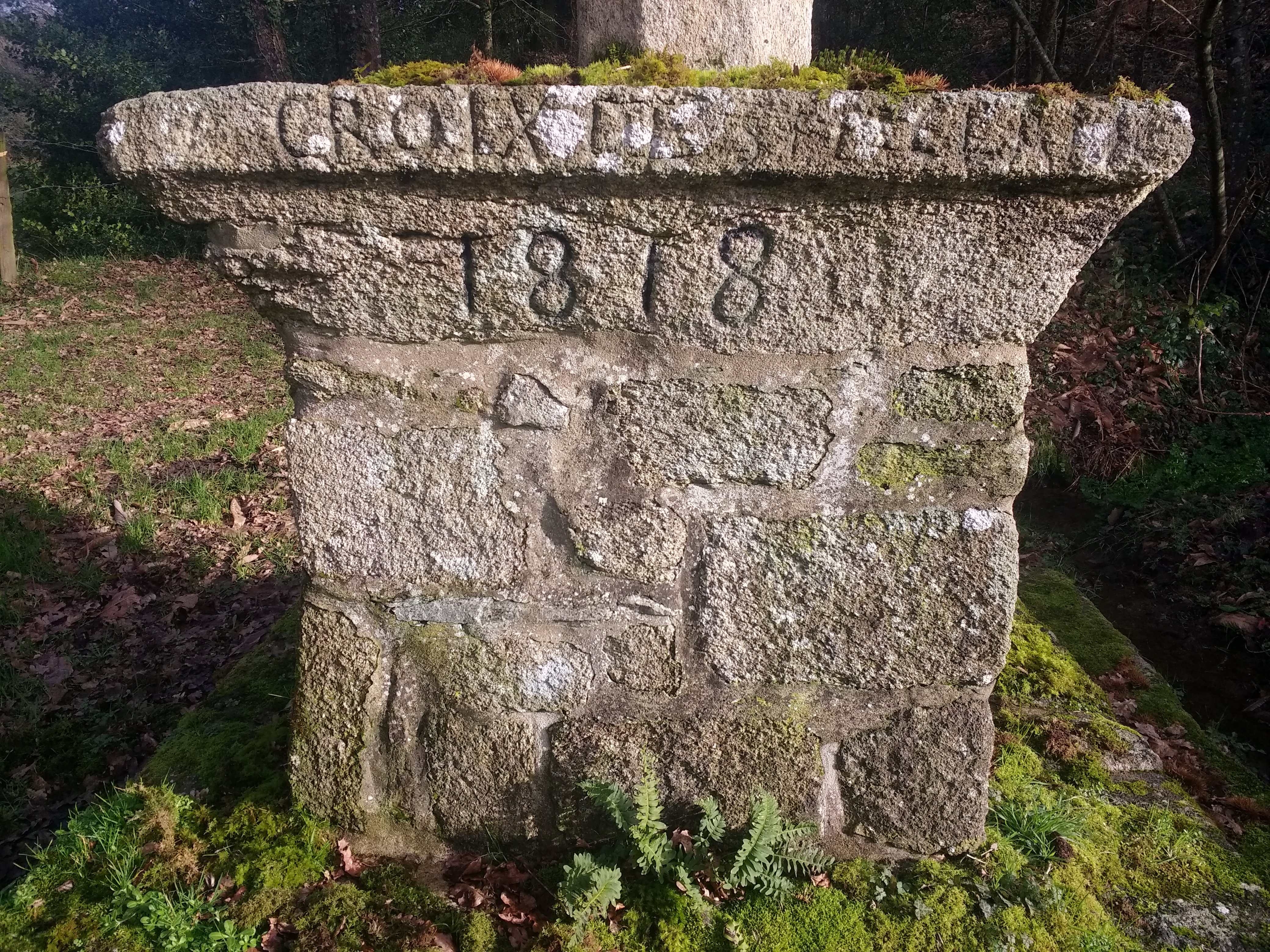
Croix de Saint-Clair : socle avec la date : 1818.

- la croix de Crévéac : elle date du Xe siècle ; probablement taillée dans un menhir, c'est une croix d'époque carolingienne[74];

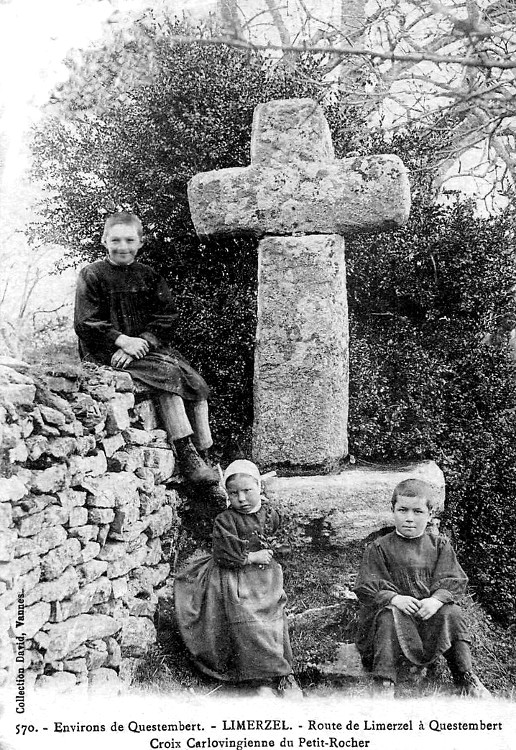
Limerzel : la croix carolingienne de Crévéac (carte postale).

- le château du Bois de Ros [Bois de Roz], au sud-est du bourg, était à l'origine un relais de chasse du duc de Bretagne Jean IV, qui finalement en fit don à l'abbaye de Prières à Billiers, qui le transforma au XVIIe siècle en hospice pour les religieux âgés. Saisi et vendu comme bien national en 1791, le château fut plusieurs fois le refuge du chef chouan, Louis de Sol de Grisolles. Après plusieurs ventes au cours du XIXe siècle, le château a vu sa propriété passer à la famille d'Espitalié de la Peyrade, en 1901, ses descendants en sont encore aujourd'hui propriétaires. Lorsque Henri d'Espitalié de la Peyrade en fit l'acquisition, le château était en mauvais état : l'aile Sud, détruite par un incendie en 1885, est donc par lui reconstruite. La demeure conserve encore aujourd'hui une chapelle du XVIIe siècle, une tour d'escalier du XVIe, des meneaux, un beau puits dans la cour. Bois-de-Roz était la seigneurie la plus importante de la paroisse, puisqu'elle avait haute, basse et moyenne justice. Il est inscrit à l'inventaire général du patrimoine culturel[75];

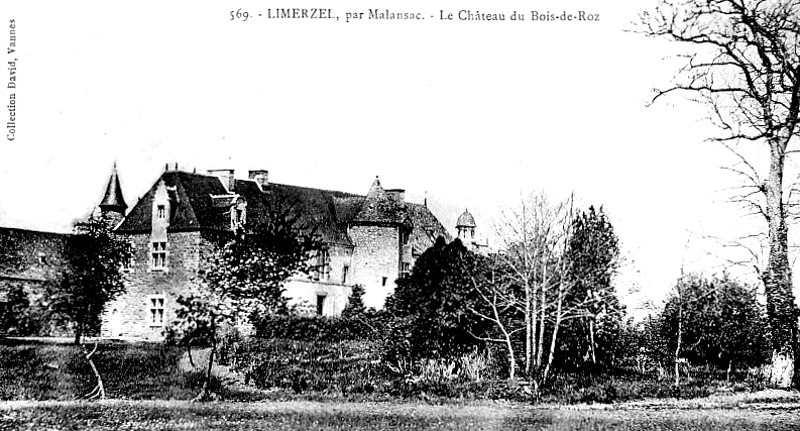
Limerzel : le château du Bois de Ros vers 1925 (carte postale).

- le manoir de Pinieux, ou quelquefois Pinieuc, est un manoir du XVe siècle bâti au milieu des bois à l'ouest du bourg par la famille De Couëdro. Il appartient à la famille du Bouëxic de Pinieux depuis des générations. La demeure qu'accompagne une très belle chapelle privée, a été très remaniée au début du XXe siècle, et conserve son caractère médiéval. Un moulin à eau de Pinieux est toujours visible quelques centaines de mètres au nord[76] ;
- le manoir de Kerfaz (ou Kerface) s'élève non loin du Pinieuc. Il fut édifié au XVIe siècle par Louis de Coëtlogon, mais la seigneurie, avec moyenne et basse justice, est plus ancienne. Aujourd'hui le manoir, flanqué d'une grosse tour carrée, est la résidence de Mme Hardy, née du Cosquer de Kerviler. Il est inscrit à l'inventaire général du patrimoine culturel[77].

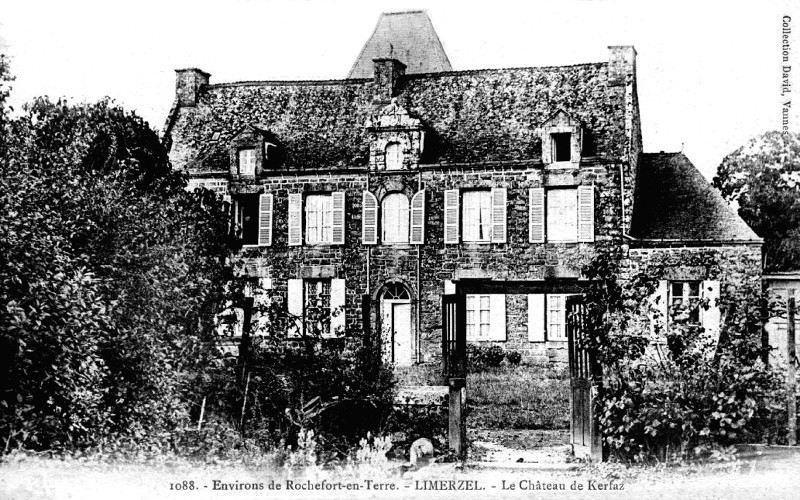
Limerzel : le château de Kerfaz (Kerdace) vers 1925 (carte postale).

### Chanson
Limerzel est l'objet d'une chanson, « À Limerzel », assez connue dans le répertoire breton (en langue française). Cette chanson, humoristique, décrit des bizarreries qu'on peut imaginer trouver à Limerzel.

## Sport et loisirs
- Saint Clair Limerzel : club de Football (niveau D2). La Saint-Clair Limerzel compte plus de soixante années d’existence. M. Eugène Le Glaunec eut l'idée de fonder un club de football afin de rassembler les jeunes un peu désœuvrés en cette année noire de 1943. Mais le clergé à cette époque, en raison des vêpres, n’accordait pas son soutien. Une première équipe fut formée à l'aide de réfugiés venant de Saint-Nazaire et quelques matchs se déroulaient contre les occupants allemands.

Les statuts furent déposés en 1946 et le premier président fut M. Grayo. Les déplacements à l’époque se faisaient à vélo, en charrette ou en camionnette.
La Saint-Clair a d’abord évolué dans les championnats de patronage avant de rejoindre le District et démarrer en 3e division. Le club sera à son apogée en 1995, il rejoint la 1re division de District pendant deux années avant de redescendre en promotion de 1re division.
- Darts Club Hismerzher : club de fléchettes (niveau D1).

## Personnalités liées à la commune
- Mathurin Jehanno, né le 29 septembre 1874 à Limerzel, décédé le 25 février 1935, fut supérieur général des Eudistes entre 1930 et 1935[78].